# Argynnis midas
Argynnis midas är en fjärilsart som beskrevs av Butler 1866. Argynnis midas ingår i släktet Argynnis och familjen praktfjärilar. Inga underarter finns listade i Catalogue of Life.